# Passerà
«Passerà» es una canción italiana, escrita por Aleandro Baldi, Giancarlo Bigazzi y Marco Falagiani.

## Festival de la canción de San Remo
Cantada por Aleandro Baldi en el Festival de la Canción de San Remo 1994, se situó en primera posición en la clasificación final como la ganadora del festival de la canción.

## Il Divo
La canción fue incluida en 2004 en el álbum homónimo del grupo musical Il Divo.